# Bieliny (powiat warszawski zachodni)
Bieliny – wieś w Polsce położona w województwie mazowieckim, w powiecie warszawskim zachodnim, w gminie Kampinos.
W latach 1975–1998 miejscowość należała administracyjnie do województwa warszawskiego.